# Obléhání Paříže (978)
Obléhání Paříže uskutečnil v roce 978 císař Ota II. Paříž bránila vojska Lothara I. a Huga Kapeta. Císař musel ustoupit a mír byl uzavřen v roce 980.

## Historie

### Historický kontext
Lothar I. v roce 978 obsadil Lotrinsko, neboť císař Ota II. jmenoval Lotharova bratra Karla dolnolotrinským vévodou. Lothar se domníval, že mu toto území patří a navíc obsadil i Cáchy. Na tento výpad císař odpověděl protiakcí.

### Obléhání
Císař shromáždil armádu o síle 60 000 mužů a v říjnu 978 napadl severní Francii. Nejprve obsadil Soissons, Remeš a Laon. Postupoval k Paříži až se dostal k Montmartru, kde založil tábor. Z něj obléhal Paříž hájenou hrabětem Hugem Kapetem. Historici se shodnou, že císař Ota zaútočil na jednu z pařížských bran, vypálil jižní předměstí města a vyhrožoval, že zničí i Paříž. U výkladu následujících událostí však nepanuje jednota. Konec obléhání mohl císař nařídit s vědomím, že se blíží silná armáda Lothara I. Nebo bylo obléhání přerušeno v důsledku ztrát, které jeho armáda utrpěla během útoku a také proto, že Lothar I. dorazil s posilami z oblastí Anjou a Burgundska. Nebo musel císař nařídit ústup kvůli epidemii, která se rozšířila mezi jeho vojáky. Obléhání skončilo koncem listopadu. Zadní voj armády byl napaden franskou armádou u Soissons během překročení řeky Aisne. Zbytek ústupu znamenal pro Otu II. katastrofu. Po překročení Aisne, císařské jednotky pronásledované franským vojskem uprchly přes Argonne a Ardeny. Zde došlo k bitvě, ve které vévoda Geoffroy I. z Anjou zničil část císařovy armády. Po této bitvě Frankové pokračovali v pronásledování Němců a Ota se vrátil do Cách s méně než šestinou své armády. Mír byl uzavřen v roce 980.